# Saint-Méard-de-Gurçon

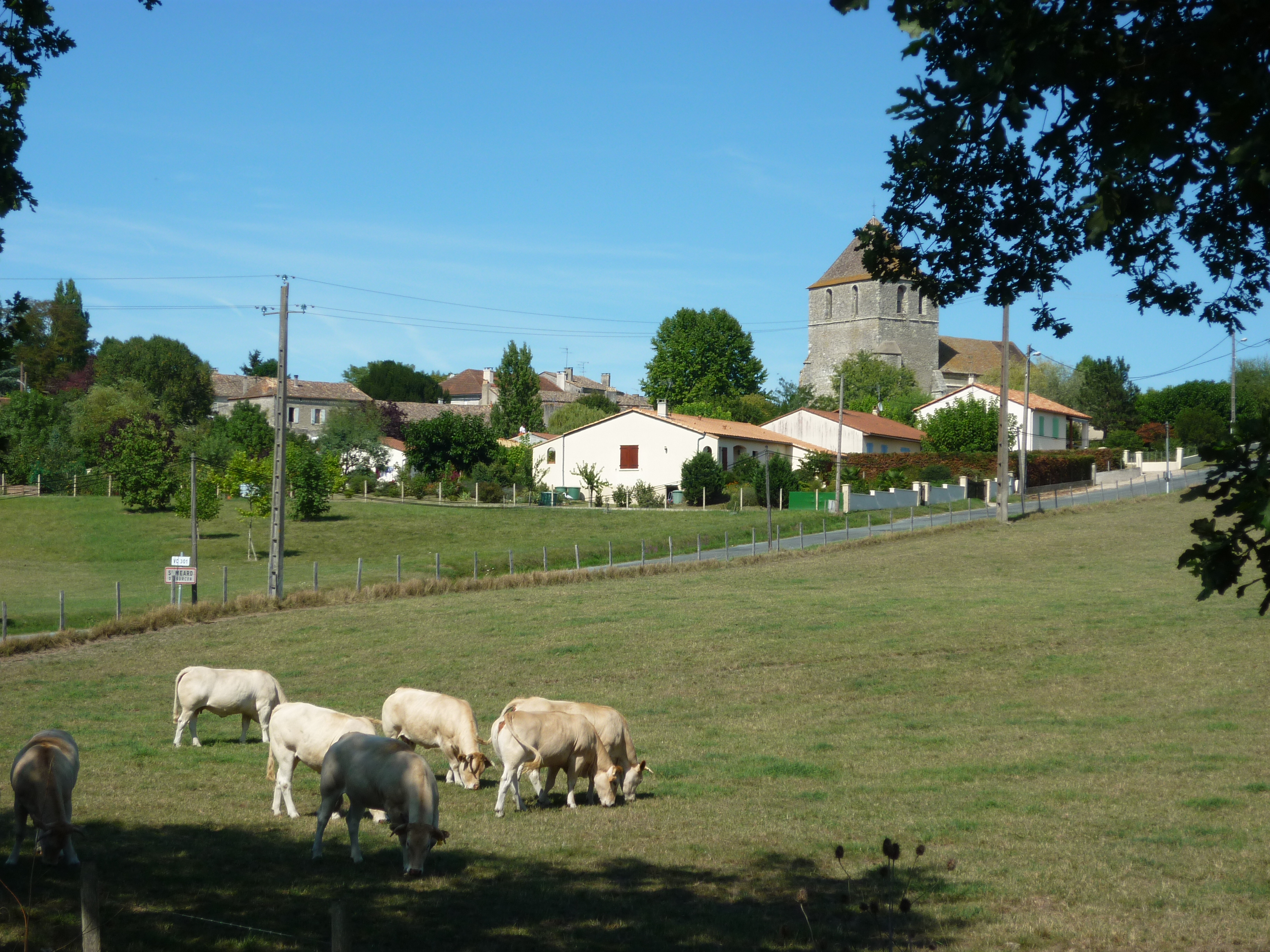

Saint-Méard-de-Gurçon là một xã nằm ở tỉnh Dordogne vùng Aquitaine của Pháp. Xã này có diện tích 28,38 kilômét vuông, dân số năm 2004 là 804 người. Xã nằm ở khu vực có độ cao trung bình 70 m trên mực nước biển.

## Hành chính
| Danh sách các xã trưởng                |            |                   |                  |         |
| Giai đoạn                              | Giai đoạn  | Tên               | Đảng             | Tư cách |
| tháng 3 năm 2001                       | đương chức | Monique Viroulaud | không chính thức | -       |
| Tất cả các dữ liệu trước đây không rõ. |            |                   |                  |         |

## Thông tin nhân khẩu
| Năm    | 1962 | 1968 | 1975 | 1982 | 1990 | 1999 | 2006 |
| ------ | ---- | ---- | ---- | ---- | ---- | ---- | ---- |
| Dân số | 877  | 846  | 763  | 776  | 751  | 795  | 804  |